# Mistrovství světa ve sportovním aerobiku
MMistrovství světa ve sportovním aerobiku je název v různých formách používaný pro několik různých soutěží ve sportovním aerobiku, zastřešovaných různými sportovními federacemi. Český sportovní aerobik zůstává jednou z nejúspěšnějších zemí ve sportovním aerobiku organizace FISAF.

## Historie

Zastoupení zemí na MS organizací FIG (modře) a FISAF (červeně) v roce 2006, hnědočervená barva označuje účast na obou šampionátech

V roce 1996 vznikly dva samostatné šampionáty - organizace FISAF (Mezinárodní federace sportovního aerobiku a fitness, Federation International Sports Aerobics and Fitness) a NACW (Celosvětová asociace národních mistrovství v aerobiku, Association of National Aerobic Championships Worldwide). Mistrovství světa FISAF se brzy stalo doménou českého sportovního aerobiku, jehož nadvláda se potvrzovala zvláště v posledních letech.
Souviselo to také s odlivem sportovců ke konkurenčnímu gymnastickému aerobiku Mezinárodní gymnastické federace FIG. Ta pořádá svůj světový šampionát od roku 1995 a v poslední době se jejích soutěží účastní početně mnohem bohatší zastoupení.

## Mistři světa

### ICAF (1990 – 1995)
Mistrovství světa v letech 1990 – 1995 pořádala Mezinárodní federace soutěžního aerobiku (International Competitive Aerobic Federation).
| rok  | muži               | muži      | ženy               | ženy      | dvojice                     | dvojice  | trojice                                      | trojice   |
| ---- | ------------------ | --------- | ------------------ | --------- | --------------------------- | -------- | -------------------------------------------- | --------- |
| 1990 | Jeff Vandiver      | USA       | Natalie Tomarová   | Kanada    | D. Camposová, C. Lima       | Brazílie | M. McEachinová, M. Hartnettová, D. Harveyová | USA       |
| 1991 | Márcio de Oliveira | Brazílie  | Joan Wensonová     | USA       | L. Spinnewynová, K. Creegan | USA      | M. Santos, Edmilson Chaibe, Edilberto Chaibe | Brazílie  |
| 1992 | Marcus Irwin       | Austrálie | Sačiko Kondóová    | Japonsko  | M. Nevidomská, C. Galen     | USA      | K. Namura, C. Itokawa, K. Hattori            | Japonsko  |
| 1993 | Alessandro Paiva   | Brazílie  | Greice Kercheová   | Brazílie  | M. Andradeová, R. Magalhaes | Brazílie | M. Freccia, D. Bargados, N. Leivas           | Argentina |
| 1994 | Alessandro Paiva   | Brazílie  | Sue Stanleyová     | Austrálie | H. Cardosová, C. Franzen    | Brazílie | R. Magalhaes, A. Moreira, H. da Silva        | Brazílie  |
| 1995 | Ken'ičiró Nomura   | Japonsko  | Carmen Valderasová | Španělsko | R. da Silvová, E. Raupp     | Brazílie | O. Cardosová, G. Braga, R. Barbosa           | Brazílie  |

### FISAF (od 1996)
Mistrovství světa FISAF se koná od roku 1996. Brzy se v něm začali prosazovat čeští reprezentanti. První mistryní světa se stala Olga Šípková, trojice Vladimír Valouch, David Holzer a Jakub Strakoš získala titul třikrát, vícenásobným šampionem je také Petr Jánský. Soutěže fitness týmů jsou zařazovány do mistrovství světa od roku 2000 ve třech kategoriích: fitness aerobik, step aerobik a funky/hip hop. Kategorie Hip hop unite se postupně zcela oddělily v organizaci Hip Hop Unite.
| rok  | muži                 | muži      | ženy                | ženy      | dua                                    | dua       | tria                                         | tria        |
| ---- | -------------------- | --------- | ------------------- | --------- | -------------------------------------- | --------- | -------------------------------------------- | ----------- |
| 1996 | Alexandro Viligiardi | Itálie    | Tuuli Matinsalová   | Finsko    | A. de las Herasová, J. Caňada          | Španělsko | A. Nezezon, C. Moldovan, C. Varlam           | Rumunsko    |
| 1997 | Alexandro Viligiardi | Itálie    | Olga Šípková        | Česko     | A. de las Herasová, J. Caňada          | Španělsko | M. Capdevilla, D. Sanches, R. Garcia         | Brazílie    |
| 1998 | Jonathan Caňada      | Španělsko | Patsy Tierneyová    | Austrálie | M. Sahlbergová, P. Sahlberg            | Finsko    | T. Katus, A. Katus, R. Szentgyörgyi          | Maďarsko    |
| 1999 | Claudio Franzen      | Brazílie  | Tuuli Matinsalová   | Finsko    | R. Hanáková, D. Huf                    | Česko     | H. F. Perez, C. Rios, E. Canovasová          | Francie     |
| 2000 | Claudio Franzen      | Brazílie  | Lauren Farryová     | Austrálie | M. Sahlbergová, P. Sahlberg            | Finsko    | V. Valouch, D. Holzer, J. Strakoš            | Česko       |
| 2001 | Jonathan Caňada      | Španělsko | Tiia Piiliová       | Finsko    | D. de Campiová, I. Robsutelli          | Itálie    | V. Valouch, D. Holzer, J. Strakoš            | Česko       |
| 2002 | Nick Beyeler         | Švýcarsko | Lauren Farryová     | Austrálie | B. Elie, V. Pinová                     | Francie   | Boo, Kim, Kim                                | Jižní Korea |
| 2003 | Petr Jánský          | Česko     | Lauren Farryová     | Austrálie | J. Kavříková, P. Jánský                | Česko     | V. Valouch, D. Holzer, J. Strakoš            | Česko       |
| 2004 | Stephan Brecard      | Francie   | Tiia Piiliová       | Finsko    | T. Krmíček, K. Protivínská             | Česko     | J. Greenová, K. Lakeová, K. Piperová         | Austrálie   |
| 2005 | Petr Jánský          | Česko     | Tiia Piiliová       | Finsko    | V. Pinová, B. Elie                     | Francie   | S. Galíková, M. Krajčová, M. Šulová          | Česko       |
| 2006 | Jan Pochobradský     | Česko     | Tiia Piiliová       | Finsko    | Martin Dušek, Zuzana Tomášková         | Česko     | B. Elie, D. Orta, V. Pinová                  | Francie     |
| 2007 | Jouni Viitanen       | Finsko    | Sandi Carmichaelová | Austrálie | Querubin Peterson, Amelie Jungová      | Německo   | J. Novosad, H. Babková, M. Zimová            | Česko       |
| 2008 | Jan Pochobradský     | Česko     | Sandi Carmichaelová | Austrálie | Pavel Sirotek, Veronika Šindelářová    | Česko     | M. Husáková, A. Kinzlová, J. Prokšová        | Česko       |
| 2009 | Jouni Viitanen       | Finsko    | Kylie Thomasová     | Austrálie | Pavel Sirotek, Veronika Šindelářová    | Česko     | T. Cihlářová, R. Cihlářová, Z. Reissová      | Česko       |
| 2010 | Brenton Andreoli     | Austrálie | Denisa Barešová     | Česko     | Pavel Sirotek, Veronika Šindelářová    | Česko     | T. Cihlářová, R. Cihlářová, Z. Reissová      | Česko       |
| 2011 | Cameron Brown        | Austrálie | Irina Matilainenová | Finsko    | Allira Bullová, Cameron Brown          | Austrálie | T. Cihlářová, R. Cihlářová, Z. Reissová      | Česko       |
| 2012 | Cameron Brown        | Austrálie | Allira Bullová      | Austrálie | Cassie Scullyová, Anthony Ikin         | Austrálie | T. Cihlářová, R. Cihlářová, K. Brabcová      | Česko       |
| 2013 | Brenton Andreoli     | Austrálie | Allira Bullová      | Austrálie | Emily Danielsová, Brenton Andreoli     | Austrálie | K. Benešová, H. Volfová, K. Zahradníčková    | Česko       |
| 2014 | Cameron Brown        | Austrálie | Allira Bullová      | Austrálie | Kateřina Šmejkalová, Brenton Andreoli  | Česko     | T. Tydlitátová, V. Šindelářová, V. Kubíčková | Česko       |
| 2015 | Cameron Brown        | Austrálie | Allira Bullová      | Austrálie | Adéla Ježková, Marek Šotola            | Česko     | L. Van Brandeová, A. Foubertová, M. Torfsová | Belgie      |
| 2016 | Judicaël Lesman      | Francie   | Allira Bullová      | Austrálie | Amandine Buelensová, Jeremy Delmotte   | Belgie    | L. Veličková, E. Martinovská, A. Citová      | Česko       |
| 2017 | Judicaël Lesman      | Francie   | Lissa Van Brandeová | Belgie    | Amandine Buelensová, Jeremy Delmotte   | Belgie    | A. Bullová, A. Butlerová, S. Keilyová        | Austrálie   |
| 2018 | Judicaël Lesman      | Francie   | Adéla Citová        | Česko     | Lucie Veličková, Marek Šotola          | Česko     | S. Pironová, P. Kerbyová, V. Leeová          | Austrálie   |
| 2019 | Jeremy Delmotte      | Belgie    | Adéla Citová        | Česko     | Allira Bullová, Siennah Pironová       | Austrálie | A. Švihálková, V. Prokopová, B. Andreoli     | Česko       |
| 2022 | Jáchym Hanák         | Česko     | Viktorie Prokopová  | Česko     | Barbora Bucháčková, Eliška Fajfrlíková | Česko     | V. Frantová, E. Matějovičová, T. Miková      | Česko       |
| 2023 | Jack Maillard        | Austrálie | Viktorie Prokopová  | Česko     | Anna Poláková, Jáchym Hanák            | Česko     | V. Frantová, E. Matějovičová, T. Miková      | Česko       |

#### Kategorie fitness
| rok  | fitness aerobik [grande] | step aerobik [grande] | aerobik five/petite | step five/petite | funky/hip-hop/ hip-hop unite | aerobik performance (2015–2016: aerobic group performance) |
| ---- | ------------------------ | --------------------- | ------------------- | ---------------- | ---------------------------- | ---------------------------------------------------------- |
| 2000 | Belgie                   | -                     | nepořádáno          | nepořádáno       | Belgie                       | nepořádáno                                                 |
| 2001 | Česko                    | Francie               | nepořádáno          | nepořádáno       | Francie                      | nepořádáno                                                 |
| 2002 | Finsko                   | Česko                 | nepořádáno          | nepořádáno       | Nizozemsko                   | nepořádáno                                                 |
| 2003 | Maďarsko                 | Česko                 | nepořádáno          | nepořádáno       | Dánsko                       | nepořádáno                                                 |
| 2004 | Finsko                   | Česko                 | nepořádáno          | nepořádáno       | Nový Zéland                  | nepořádáno                                                 |
| 2005 | Česko                    | Česko                 | nepořádáno          | nepořádáno       | Belgie                       | nepořádáno                                                 |
| 2006 | Česko                    | Česko                 | nepořádáno          | nepořádáno       | Nizozemsko                   | nepořádáno                                                 |
| 2007 | Česko                    | Česko                 | nepořádáno          | nepořádáno       | Nový Zéland                  | nepořádáno                                                 |
| 2008 | Česko                    | Rusko                 | nepořádáno          | nepořádáno       | Jižní Afrika                 | nepořádáno                                                 |
| 2009 | Česko                    | Česko                 | nepořádáno          | nepořádáno       | Jižní Afrika                 | nepořádáno                                                 |
| 2010 | Česko                    | Česko                 | nepořádáno          | nepořádáno       | Rusko                        | nepořádáno                                                 |
| 2011 | Česko                    | Česko                 | nepořádáno          | nepořádáno       | Rusko                        | nepořádáno                                                 |
| 2012 | Česko                    | Česko                 | nepořádáno          | nepořádáno       | Rusko                        | nepořádáno                                                 |
| 2013 | Česko                    | Česko                 | nepořádáno          | nepořádáno       | Nový Zéland                  | nepořádáno                                                 |
| 2014 | Česko                    | Česko                 | Austrálie           | nepořádáno       | Rusko                        | nepořádáno                                                 |
| 2015 | Česko                    | Česko                 | Česko               | Česko            | oddělené MS Hip Hop Unite    | Česko                                                      |
| 2016 | Rusko                    | Rusko                 | Česko               | Rusko            | oddělené MS Hip Hop Unite    | Česko                                                      |
| 2017 | Rusko                    | Rusko                 | Austrálie           | Rusko            | oddělené MS Hip Hop Unite    | ???                                                        |
| 2018 | Rusko                    | Rusko                 | nepořádáno          | nepořádáno       | oddělené MS Hip Hop Unite    | Austrálie                                                  |
| 2019 | Belgie                   | Rusko                 | nepořádáno          | nepořádáno       | oddělené MS Hip Hop Unite    | Austrálie                                                  |
| 2022 | Belgie                   | Česko                 | nepořádáno          | nepořádáno       | oddělené MS Hip Hop Unite    | Česko                                                      |
| 2023 | Česko                    | Česko                 | Austrálie           | nepořádáno       | oddělené MS Hip Hop Unite    | nepořádáno                                                 |

### FIG (od 1995)
Vzniklo v roce 1995, od roku 2000 se koná jednou za dva roky.
| rok  | muži                          | muži        | ženy                        | ženy        | páry                                | páry      | tria                                                     | tria        | skupiny  |
| ---- | ----------------------------- | ----------- | --------------------------- | ----------- | ----------------------------------- | --------- | -------------------------------------------------------- | ----------- | -------- |
| 1995 | Mario Luis Americo            | Brazílie    | Carmen Valderasová Muňozová | Španělsko   | E. Facciová, P. Faccio              | Itálie    | R. Faria Amadei, G. Faria Lopes, A. Marques              | Brazílie    | -        |
| 1996 | Park Kwang-Soo                | Jižní Korea | Isamara Secatiová           | Brazílie    | A. de las Herasová, J. Caňada       | Španělsko | A. Nezezon, C. Moldovan, C. Varlam                       | Rumunsko    | -        |
| 1997 | Park Kwang-Soo                | Jižní Korea | Juanita Littleová           | Austrálie   | K. Popovová, K. Kalojanov           | Bulharsko | A. Nezezon, C. Moldovan, C. Varlam                       | Rumunsko    | -        |
| 1998 | Jonathan Caňada               | Španělsko   | Juriko Itová                | Japonsko    | T. Solovjovová, V. Oskner           | Rusko     | A. Katus, T. Katus, R. Szentgyörgyi                      | Maďarsko    | -        |
| 1999 | Park Kwang-Soo                | Jižní Korea | Juriko Itová                | Japonsko    | T. Solovjovová, V. Oskner           | Rusko     | R. Martins, I. Nogueira, Admilson Vitorio                | Brazílie    | -        |
| 2000 | Jonathan Caňada               | Španělsko   | Izabela Daniela Lacatusová  | Rumunsko    | T. Solovjovová, V. Oskner           | Rusko     | G. D. Mois, C. Moldovan, R. Nicolai                      | Rumunsko    | -        |
| 2002 | Jonathan Caňada               | Španělsko   | Juriko Itová                | Japonsko    | T. Solovjovová, V. Oskner           | Rusko     | A. de las Herasová, J. Caňada, I. Carrasco               | Španělsko   | Rumunsko |
| 2004 | Gregory Alcan                 | Francie     | Angela McMillanová          | Nový Zéland | G. Lazarovová, M. Kolev             | Bulharsko | Marina Lopezová, Marcela Lopezová, C. Rositová Olianiová | Brazílie    | Rumunsko |
| 2006 | Ao Ťin-pching                 | Čína        | Marcela Lopezová            | Brazílie    | T. M. Pohoatová, T. V. Mavrodineanu | Rumunsko  | M. Zamfir, M. Brinzea, T. V. Mavrodineanu                | Rumunsko    | Čína     |
| 2008 | Ivan Parejo                   | Španělsko   | Marcela Lopezová            | Brazílie    | A. Jolyová, J. Chaninet             | Francie   | M. Zamfir, M. Brinzea, T. V. Mavrodineanu                | Rumunsko    | Čína     |
| 2010 | Morgan Jacquemin              | Francie     | Marcela Lopezová            | Brazílie    | S. Morenová, V. Lli                 | Španělsko | Tchao Le, Čche Lej, Čching Jung                          | Čína        | Rumunsko |
| 2012 | Ivan Parejo                   | Španělsko   | Sara Morenová               | Španělsko   | T. V. Mavrodineanu, A. Bogatiová    | Rumunsko  | Tchao Le, Čche Lej, Chan Ming-če                         | Čína        | Čína     |
| 2014 | Josefath Ivan Veloz Velázquez | Mexiko      | Lubov Gazovová              | Rakousko    | M. C. Petruse, M. B. Beczeová       | Rumunsko  | O. A. Constantinová, A. C. Surduová, A. Bogatiová        | Rumunsko    | Rumunsko |
| 2016 | Mizuki Saito                  | Japonsko    | Oana Corina Constantinová   | Rumunsko    | M. Castoldiová, D. Donati           | Itálie    | Kim H., Ko K., Rju D.                                    | Jižní Korea | Čína     |
| 2018 | Mizuki Saito                  | Japonsko    | Riri Kitazumeová            | Japonsko    | M. Castoldiová, D. Donati           | Itálie    | A. Zjubinová, J. Pychtovová, J. Ivanovová                | Rusko       | Čína     |
| 2021 | Miquel Mane                   | Španělsko   | Ayse Onbasiová              | Turecko     | M. Castoldiová, D. Donati           | Itálie    | T. Barotev, A. Papazov, D. Pašovová                      | Bulharsko   | Rumunsko |
| 2022 | Kim Han-čin                   | Jižní Korea | Anastasija Kurašviliová     | Ukrajina    | F. Mazacsová, D. Bali               | Maďarsko  | D. Bali, F. Mazacsová, B. Farkas                         | Maďarsko    | Vietnam  |
| 2024 | Miquel Mane                   | Španělsko   | Riri Kitazumeová            | Japonsko    | R. Kitazumeová, M. Saito            | Japonsko  | Čang Ť.-š., Wang Č.-ch., Čang Čch.-č.                    | Čína        | Čína     |

#### Kategorie týmové a fitness
Soutěže v kategoriích AERO byly zařazeny poprvé v roce 2012.
| rok  | AERO Step           | AERO Dance  | družstva |
| ---- | ------------------- | ----------- | -------- |
| 2012 | Čína                | Čína        | Rumunsko |
| 2014 | Rusko               | Čína        | Francie  |
| 2016 | Francie             | Jižní Korea | Čína     |
| 2018 | Rusko               | Jižní Korea | Rusko    |
| 2021 | Ruská gym. federace | Ázerbájdžán | Ruská GF |
| 2022 | Jižní Korea         | Jižní Korea | Maďarsko |
| 2024 | Jižní Korea         | Maďarsko    | Itálie   |